# Veilsdorf
Veilsdorf est une commune allemande de l'arrondissement de Hildburghausen, Land de Thuringe.

## Géographie
Veilsdorf se situe le long de la Werra.
| Hildburghausen | Brünn      | Auengrund |
|                | Veilsdorf  | Eisfeld   |
| Straufhain     | Bad Rodach |           |

La commune se compose des quartiers de Goßmannsrod, Heßberg, Hetschbach, Kloster Veilsdorf, Schackendorf et Veilsdorf.

## Histoire
Veilsdorf est mentionné pour la première fois en 817.
Près du village, il y avait un couvent bénédictin mentionné pour la première fois en 1189. En 1446, il devient un monastère. Il est victime d'un incendie en 1525 pendant la révolte des paysans.
Entre 1616 et 1635, Veilsdorf est la scène d'une chasse aux sorcières. Deux femmes passent en procès. Une femme est torturée gravement jusqu'à l'aveu puis libérée.
En 1760, Eugène de Saxe-Hildburghausen crée une manufacture de porcelaine.
En 1863 et 1883, deux incendies détruisent la moitié du village.
Pendant la Seconde Guerre mondiale, deux cents femmes et hommes de Pologne et de l'Union Soviétique sont contraints de travailler pour la manufacture.
À Hessberg, le domaine d'Eichel-Streiber est rasé par l'armée soviétique en 1948 pour laisser place à la SMAD-Befehl 209 en dépit de la protestation des paysans.
En novembre 1994, Hessberg intègre Veilsdorf.

## Personnalités liées à la commune
- Friedrich Wilhelm Eugen Döll (1750-1816), sculpteur né à Veilsdorf.
- Ernst Friedrich Karl Rosenmüller (1768-1835), orientaliste né à Veilsdorf.
- Johann Christian Rosenmüller (1771-1820), chirurgien né à Heßberg.